# Valea Crișului
Valea Crișului is een Roemeense gemeente in het district Covasna.

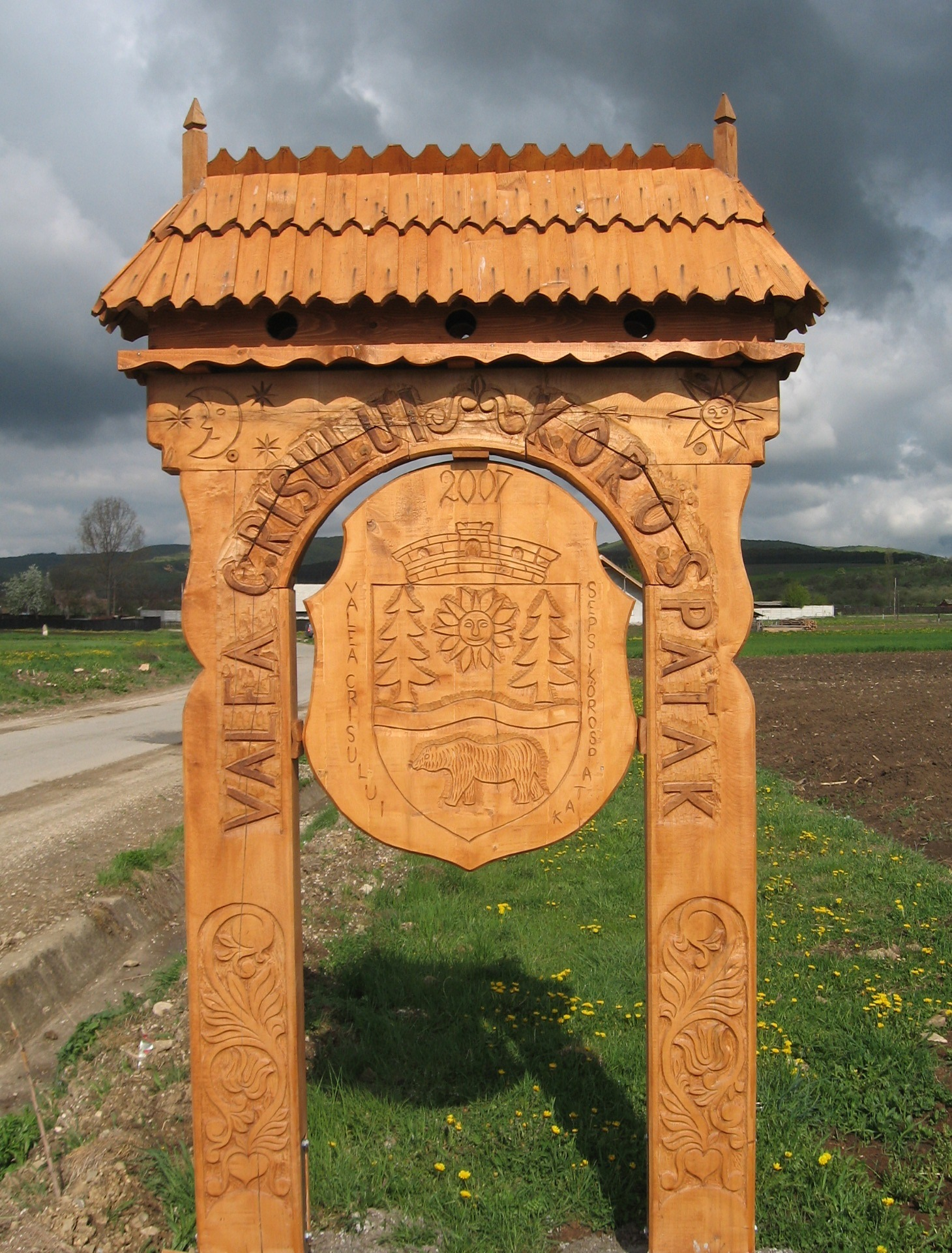
Valea Crișului

Valea Crișului telt 2324 inwoners.